# Жизнь животных (СССР)
«Жизнь животных» — крупнейшее научно-популярное зоологическое справочное пособие (энциклопедическая монография) в СССР. Содержит обзорные сведения о животных, обитающих на нашей планете, об их жизненных формах, распространении, природной среде обитания, а также об их практическом применении.

## Первое издание
«Жизнь животных» вышла в издательстве «Просвещение» в 1968—1971 годах в шести томах (семи книгах). Тираж составил 300 тысяч экземпляров.
- Том 1. 1968 — Беспозвоночные (Простейшие, черви) — под редакцией Л. А. Зенкевича
- Том 2. 1968 — Беспозвоночные (Моллюски, щетинкочелюстные, погонофоры, полухордовые, оболочники, иглокожие) — под редакцией Л. А. Зенкевича
- Том 3. 1969 — Беспозвоночные (членистоногие) — под редакцией Л. А. Зенкевича
- Том 4.
  - Часть 1. 1969 — Рыбы — под редакцией Т. С. Раса
  - Часть 2. 1969 — Земноводные. Пресмыкающиеся — под редакцией А. Г. Банникова
- Том 5. 1970 — Птицы — под редакцией Н. А. Гладкова, А. В. Михеева
- Том 6. 1971 — Млекопитающие, или звери — под редакцией С. П. Наумова, А. П. Кузякина

## Второе издание
В 1983—1989 годах вышло второе (переработанное) издание с несколько изменёнными внутренней структурой и авторским составом. Издание было выпущено в семи томах. Главным редактором издания был В. Е. Соколов. В нём были учтены поступившие замечания, а также обновлена информация по систематике.
- Том 1. Простейшие. Кишечнополостные. Черви. Под ред. Ю. И. Полянского, 1987. На обложке: радиолярия Thalassicola nucleata.
- Том 2. Моллюски. Иглокожие. Погонофоры. Щетинкочелюстные. Иглокожие. Полухордовые. Хордовые. Членистоногие. Ракообразные. Под ред. Р. К. Пастернак, 1988. На обложке: осьминог обыкновенный.
- Том 3. Членистоногие, Трилобиты, Хелицеровые, Трахейнодышащие, Онихофоры. Под ред. М. С. Гилярова и Ф. Н. Правдина, 1984. На обложке: богомол Pseudocreobotra wahlbergi.
- Том 4. Ланцетники, Круглоротые, Хрящевые рыбы, Костные рыбы. Под ред. Т. С. Раса, 1983. На обложке: глубоководный солнечник-неоцит (Neocyttus rhomboidalis).
- Том 5. Земноводные, Пресмыкающиеся. Под ред. А. Г. Банникова, 1985. На обложке: песчаная эфа.
- Том 6. Птицы. Под ред. В. Д. Ильичева, А. В. Михеева, 1986. На обложке: краснозобая казарка.
- Том 7. Млекопитающие. Под ред. В. Е. Соколова, 1989.